# Nationalpreis für Wissenschaften und Künste
Der Nationalpreis für Wissenschaften und Künste (spanisch Premio Nacional de Ciencias y Artes, PNCA) ist eine Auszeichnung, die die Regierung von Mexiko alljährlich verleiht. Der Preis wurde 1945 eingerichtet und in der Kategorie Lingüística y Literatura (an Alfonso Reyes) erstmals verliehen; seit 1984 wird der Preis jährlich in sechs Kategorien vergeben. Er ist (Stand 2014) mit 100.000 Pesos dotiert.

## Kategorien
- Sprache und Literatur (Lingüística y Literatura)
- Physik, Mathematik und Naturalwissenschaften (Ciencias Físico-Matemáticas y Naturales)
- Technik und Design (Tecnología, Innovación y Diseño)
- Populärkünste und Traditionen (Artes y Tradiciones Populares)
- Schöne Künste (Bellas Artes)
- Geschichte, Sozialwissenschaften und Philosophie (Historia, Ciencias Sociales y Filsofía)